# 斯蒂芬·格雷厄姆
斯蒂芬·格雷厄姆（英語：Stephen Graham，1982年6月11日—），美国NBA联盟职业篮球运动员。